# Кувас
Кувас (мађ. Kuvasz, лат. Canis familiaris undulans hungaricus) је оригинална мађарска раса паса и једна је од најстаријих познатих пастирских врста. 

## Име
Супротно неким познатим теоријама реч кувас није сумерског порекла. Највероватније потиче од турске речи кавас (тур. kavas), што значи чувар и ратник или од, такође турске речи, кувас (тур. kuwasz), што у преводу значи заштитник. 
Постоји још једна теорија о пореклу имена кувас. Теорија говори до томе да је реч кувас потекла од Чуваша, пореклом турског народа који данас претежно живи у Русији. Чуваши су сами узгајивали псе и имали историјских додира са Мађарима, а такође су и неке речи из њиховог језика ушле у мађарски језик.
Сумерска теорија говори да реч кувас потиче од сумерске речи ку аса (Ku Assa) које има значење пас који прати коња. Ова теорија такође тврди да мађарски назив за пса (мађ. kutya), такође потиче из сумерског језика.

## Одлике
Кувас је велики пас, масивних костију са изразитим чеоним делом главе. Њушка, капци и уснице су му црне боје, очи мало искошене и тамносмеђе боје.
Длака му је беле боје, груба и таласаста. Кувас достиже висину до 75 cm и масу до 40 kg и доживљава старост од око 10 година.
Кувас се користи као пастирски пас али и као чувар куће. Неустрашив је и одговара сваком изазову да би одбранио стадо или кућу. Воли отворени простор, може трчати у касу и до 25 km, веома привржен човеку-власнику. Ако дуже време борави сам у природи, без човека, може подивљати и постати веома опасан.
У борбама са вуковима обично иду у пару. Служе се триковима, обично оставе стадо и издвајају једног по једног вука из чопора и док један кувас подмеће свој врат, покривен са дугом длаком, други кувас хвата вука за горњи део вратног пршљена и ломи га, и тако редом док не одгоне напаснике. Бројчано морају бити јачи. Треба нагласити да један кувас ипак не може да парира једном одраслом вуку.